# Bible of the Beast
Bible of the Beast ist das dritte Album der deutschen Power-Metal-Band Powerwolf. Es wurde am 24. April 2009 bei Metal Blade Records veröffentlicht.

## Entstehung
Die Band arbeitete mit Fredrik Nordström zusammen, der wie schon beim Debüt den Mix im Studio Fredman in Hyssna südöstlich von Göteborg erstellte. Die Musik wurde jedoch in den Kohlekeller Studios Seehem aufgenommen und der Gesang im Vocalstudio in Neunkirchen. Darüber hinaus wurde die Orgel in der Kapelle St. Barbe in Crusnes, Thionville aufgenommen. Es handelte sich dabei um eine echte Kirchenorgel, die Falk Maria Schlegel (Christian Jost) bedienen durfte. Zusätzliche Chor-Arrangements wurden im Studio 5 der Hochschule für Musik des Saarlandes. Die Leitung des Chors übernahm Francesco Cottone, der Gesangslehrer von Sänger Attila Dorn (Karsten Brill). Alle Chorsänger und -sängerinnen arbeiteten ehrenamtlich an dem Album.

## Veröffentlichungen
Das Album erschien am 24. April 2009 sowohl in der normalen Standardversion als auch im Digipak mit zusätzlicher DVD. Die limitierte Version war drei Tage nach Veröffentlichung bereits ausverkauft.
Diverse Vinyl-Veröffentlichungen erschienen am 11. August 2017. Darunter eine auf 200 Exemplare limitierte LP in Gold, die exklusiv über Napalm Records erhältlich war, eine rot-transparente Pressung für Europa sowie eine Red/Black-Splatter Vinyl über eBay. Dazu kam eine unlimitierte 180 g Vinyl.

## Musikstil
Musikalisch handelt es sich bei Bible of the Beast, wie bereits bei den Vorgängern, um klassischen Power Metal im Stile von Manowar, Mystic Prophecy und Rage, aber auch Heavy Metal im Stil von Iron Maiden und Mercyful Fate sowie Hard Rock im Stil von Lordi. Der Gesang von Attila Dorn (Karsten Brill) ist in einem gefaketen rumänischen Akzent gehalten, um den Vampir-Aspekt seines dargestellten Charakters zum Ausdruck zu bringen. Er verfügt außerdem über eine Opernausbildung, die seinem Gesang zusätzlichen Ausdruck verleiht. Auf diesem Album ist sein Gesang erstmals etwas härter und weniger melodisch als auf den Vorgängern.
Textlich ist das Album teilweise zumindest als Konzeptalbum zu sehen. Ein Großteil der Texte basiert auf dem Teufelsbild der Bibel. Sie sind sehr schwarzhumorig, bedienen diverse Metal-Klischees und bestehen aus vielen Wortspielen.

## Rezeption
Die Platte konnte sich als erstes Album der Band in den deutschen Charts platzieren und erreichte Platz 76.
Der Metal Hammer sah Bible of the Beast als „bisher“ „bestes“ Album der Band an. „Bible of the Beast hat alles, was Powerwolf auszeichnet – Hymnen, Stampfer und Humor – ohne jedoch dieses Mal zu sehr in den Kitsch abzugleiten.“ Gelobt wurde der deutlich aggressivere Gesang von Sänger Attila Dorn.
Metal.de schrieb: „Bible of the Beast ist ein schnelles, überaus eingängiges Metal-Album geworden, das vor allem Fans der bombastischen Spielart gefallen wird. Orchestrale und chorale Elemente natürlich in großen Mengen inklusive.“ Auch diese Webseite lobte die „außerordentlich gute Leistung“ Dorns. Als Hörer müsse man allerdings „die nötige Brise Toleranz und schwarzen Humor mitbringen, um mit dieser Musik wirklich etwas anfangen zu können.“
Bruder Cle vom Rock Hard bezeichnete das Album als „perfektes Metalalbum“ und vergab 10 Punkte. „Wäre Bible Of The Beast in den Achtzigern erschienen, würden POWERWOLF heute in großen Arenen spielen. (…) Ein Meisterwerk! Hört ´Raise Your Fist, Evangelist´ oder ´Werewolves Of Armenia´ und glaubt!“

## Titelliste
1. Opening: Prelude to Purgatory – 1:12
2. Raise Your Fist, Evangelist – 4:00
3. Moscow After Dark – 3:14
4. Panic in the Pentagram – 5:14
5. Catholic in the Morning... Satanist at Night – 3:57
6. Seven Deadly Saints – 3:35
7. Werewolves of Armenia – 3:54
8. We Take the Church by Storm – 3:54
9. Resurrection by Erection – 3:50
10. Midnight Messiah – 4:12
11. St. Satan's Day – 4:30
12. Wolves Against the World – 6:04

## Chartplatzierungen
| ChartsChartplatzierungen | Höchstplatzierung | Wochen |
| ------------------------ | ----------------- | ------ |
| Deutschland (GfK)        | 76 (1 Wo.)        | 1      |